# Francisco da Silva Bueno
Francisco da Silva Bueno foi um bandeirante paulista, descobridor de minas de ouro em Vila Rica (atual Ouro Preto), e na região do rio Piracicaba.
Ele e seus companheiros teriam feito bandeira pela costa ocidental de um morro (depois chamado de Pascoal da Silva), encontrando ouro não só no córrego (depois chamado do Bueno) mas ainda no rio das Pedras. Repartindo as datas, chamou para tomar parte na sua fortuna a amigos e parentes de São Paulo, entre eles o Alcaide-mor José de Camargo Pimentel, e todos extrairam enorme quantidade de ouro. Temendo porém as consequências da fome que ameaçava de extermínio o arraial, reservaram para melhor tempo a continuação das duas lavras e se retiraram para São Paulo.
No verão seguinte, de 1701, quando as colheitas afiançavam mantimentos, Camargo Pimentel voltou para continuar os trabalhos. Seguindo depois a continuação da serra do Norte, a quatro léguas de distância achou outro foco de ouro no ribeiro cuja povoação teve seu nome. Repartindo o descobrimento, lavrou as partes mais ricas e acessíveis; tocado porém da mania de novos descobrimentos, prolongou às margens do rio Piracicaba da parte do Nordeste. Achando sempre indícios de ouro nos cascalhos, parou onde descobriu maior quantidade, na confluência de um ribeirão que desce de um morro agudo. Acampando próximo, lançou os fundamentos da povoação logo chamada São Miguel de Piracicaba, em 1704.